# Elisabeth Cebrián
Elisabeth Cebrián Scheurer (Reus, 7 febbraio 1971) è un'ex cestista spagnola, professionista nella WNBA.

## Carriera
Con la Spagna ha disputato due edizioni dei Giochi olimpici (Barcellona 1992, Atene 2004), tre dei Campionati mondiali (1994, 1998, 2002) e cinque dei Campionati europei (1993, 1995, 1997, 2001, 2003).